# Héctor Gómez Hernández
Héctor Gómez Hernández (prononcé en espagnol : /ˈek̚toɾ ˈɣomɛθ ɛɾˈnãn̪dɛθ/), né le 16 novembre 1978 à Santa Cruz de Tenerife, est un homme politique espagnol membre du Parti socialiste ouvrier espagnol (PSOE). Il est ministre de l'Industrie, du Commerce et du Tourisme entre mars et novembre 2023.
Après avoir été conseiller municipal puis député au Parlement des Canaries, il est nommé en 2018 directeur de Turespaña par le gouvernement de Pedro Sánchez, qu'il avait soutenu lors du congrès socialiste de 2017. En 2019, il est élu au Congrès des députés.
Il devient porte-parole du groupe socialiste dans le cadre de la réorganisation de la direction du PSOE lors du congrès socialiste de 2021. Il est relevé de ses fonctions dès 2022. Six mois plus tard, il est nommé ministre de l'Industrie. Non-reconduit gouvernement à la suite des élections anticipées de 2023, il est désigné ambassadeur à l'ONU.

## Vie privée
Héctor Gómez Hernández naît le 16 novembre 1978 à Santa Cruz de Tenerife.
Il est marié et père d'une fille. Il pratique le vélo de montagne.

## Formation
Il est diplômé en droit et titulaire d'une licence en sciences du travail, avec spécialisation en tourisme. Il travaille comme salarié dans le secteur touristique.

## Vie politique

### Élu local
Héctor Gómez est élu conseiller municipal de la ville de Guía de Isora, sur l'île de Tenerife, en 2003 et accomplit trois mandats de quatre ans.
Il est d'abord conseiller délégué au Développement local et à la Jeunesse, puis conseiller délégué au Développement municipal — son portefeuille englobant le tourisme, l'emploi et le développement local — à partir de 2007. En 2011, il devient conseiller délégué au Régime intérieur et au Développement municipal.

### Député régional et cadre du PSOE
Lors des élections parlementaires canariennes du 24 mai 2015, Héctor Gómez est élu député de Tenerife au Parlement des Canaries. Il est alors nommé deuxième secrétaire du bureau.
Dans le cadre des primaires du XXXIXe congrès fédéral du Parti socialiste, il apporte son soutien à l'ancien secrétaire général Pedro Sánchez. Après s'être imposé, ce dernier appelle Héctor Gómez pour qu'il siège comme secrétaire aux Relations internationales de la commission exécutive fédérale (CEF).

### Débuts en politique nationale
Le 30 juin 2018, le Conseil des ministres, désormais présidé par Pedro Sánchez, nomme Héctor Gómez directeur de l'Institut du Tourisme (Turespaña). Il démissionne en conséquence de son mandat de député territorial. Son mandat revient à Dolores Padrón, première candidate non-élue sur la liste des socialistes, et ses fonctions au sein du bureau sont confiées à Patricia Hernández (es), également députée de Tenerife.
Dans la perspective des élections générales anticipées du 28 avril 2019, il est pressenti comme tête de liste dans la circonscription de Santa Cruz de Tenerife, puis effectivement investi par le parti. À la suite du scrutin, il est nommé porte-parole à la commission des Affaires étrangères, responsabilité qu'il conserve à l'issue des élections du 10 novembre suivant.

### Porte-parole socialiste au Congrès
Le 1er septembre 2021, la presse révèle que Pedro Sánchez a l'intention de désigner Héctor Gómez porte-parole du groupe socialiste au Congrès des députés en remplacement d'Adriana Lastra, appelée à se concentrer sur ses fonctions de vice-secrétaire générale du PSOE à l'issue du congrès fédéral du mois d'octobre.
Selon ABC, il est issu de l'aile centriste du PSOE et présente un profil ouvert au dialogue et évitant les grandes envolées. Il est capable de discuter avec des opposants résolus au gouvernement comme Santiago Abascal, Cuca Gamarra ou Iván Espinosa de los Monteros mais ses relations avec la Gauche républicaine de Catalogne (ERC) ne sont pas de bonne qualité. Il joue un rôle-clé dans le succès de plusieurs négociations parlementaires qui se concluent in extremis.
Après que la vice-secrétaire générale du PSOE, Adriana Lastra, a annoncé sa démission, le journal en ligne ElDiario.es révèle, le 21 juillet 2022, que le secrétaire général, Pedro Sánchez, a l'intention de remplacer Héctor Gómez par Patxi López, figure historique du PSOE. La radio Cadena SER confirme cette information quelques heures plus tard. Le 23 juillet, le comité fédéral du PSOE ratifie ce remaniement de la direction à l'unanimité, sans que Pedro Sánchez n'ait fourni d'explications à son sujet.
Le 27 septembre suivant, il est élu président de la commission constitutionnelle du Congrès des députés avec les voix des députés du PSOE, d'Unidas Podemos et des soutiens habituels du gouvernement. Il remplace à ce poste son successeur à la direction du groupe parlementaire, Patxi López.

### Ministre de l'Industrie
La nomination d'Héctor Gómez comme ministre de l'Industrie, du Commerce et du Tourisme est annoncée par Pedro Sánchez le 27 mars 2023 afin que sa prédécesseure, Reyes Maroto, puisse mener campagne lors des élections municipales du 28 mai à Madrid. Il devient ainsi le premier résident de Tenerife à diriger un départemental ministériel national,,.
Pour les élections générales anticipées du 23 juillet 2023, il est investi tête de liste dans la circonscription de Santa Cruz de Tenerife. Il est réélu député au Congrès, dans un contexte de victoire du PSOE dans les Canaries.

### Après le gouvernement
N'étant pas reconduit dans le gouvernement Sánchez III, Héctor Gómez cède le 21 novembre suivant ses fonctions à Jordi Hereu comme ministre de l'Industrie et du Tourisme et à Nadia Calviño comme ministre du Commerce.
Le 5 décembre suivant, il est nommé ambassadeur d'Espagne aux Nations unies en Conseil des ministres, un poste vacant depuis la démission du diplomate Ángel Santos Maraver en juin en raison de sa candidature aux élections générales sous les couleurs de Sumar. Il est remplacé au Congrès par Esther Rodríguez le 12 décembre.